# Antibes
Antibes (Provençal Occitan: Antíbol/Antibo) là một xã ở tỉnh Alpes-Maritimes, vùng Provence-Alpes-Côte d'Azur ở đông nam nước Pháp.

## Thành phố kết nghĩa
- Newport Beach, Mỹ
- Schwäbisch Gmünd, Đức
- Olympia, Hy Lạp
- Ålborg, Đan Mạch
- Desenzano del Garda, Ý
- Kinsale, Ireland
- Eilat, Israel
- Bodrum, Thổ Nhĩ Kỳ